# Asagena semideserta
Espèce
Synonymes
- Steatoda semideserta Ponomarev, 2005

Asagena semideserta est une espèce d'araignées aranéomorphes de la famille des Theridiidae.

## Distribution
Cette espèce se rencontre au Kazakhstan et en Mongolie.

## Taxinomie
Décrite dans le genre Steatoda, elle est transférée dans le genre Asagena par Marusik, Fomichev et Tuneva en 2016.

## Publication originale
- Ponomarev, 2005 : New and interesting finds of spiders (Aranei) in the southeast of Europe. Vestnik Yuzhnogo Nauchnogo Tsentra RAN, Rostov, vol. 1, no 4, p. 43-50.